# Saco (Kalifornia)
Saco (dawniej Jewetta) – obszar niemunicypalny w Kern County, w Kalifornii (Stany Zjednoczone), na wysokości 138 m.